# Pericyma basalis
Pericyma basalis là một loài bướm đêm trong họ Erebidae.